# Alles Klara
Alles Klara ist eine deutsche Vorabend-Krimiserie, die vom 5. April 2012 bis 16. Mai 2017 im Ersten ausgestrahlt wurde. Sie spielt in Quedlinburg im Vorharz. Die Serie umfasste 48 Episoden in drei Staffeln. Die Serie startete ursprünglich als Teil der Vorabend-Krimireihe Heiter bis tödlich, daher liefen die 1. und 2. Staffel noch mit dem Reihenobertitel als Heiter bis tödlich: Alles Klara.
Der erste Teil von Staffel 3 wurde im Sommer 2015 gedreht und die Ausstrahlung erfolgte von März bis Mai 2016. Der zweite Teil von Staffel 3 wurde von September bis Dezember 2016 gedreht. Ausgestrahlt wurden diese neuen 8 Folgen vom 28. März 2017 bis zum 16. Mai 2017 im Ersten immer dienstags um 18:50 Uhr.
Im Februar 2018 gab Hauptdarstellerin Wolke Hegenbarth ihren Ausstieg aus der Serie bekannt. Daraufhin erklärte die ARD, die Serie nach Hegenbarths Weggang nicht fortsetzen zu wollen.

## Handlung
Klara Degen wird gekündigt. Sie findet eine Anstellung bei der Kripo als Schwangerschaftsvertretung der Sekretärin Beil. Sie ermittelt ständig aus eigenem Antrieb und selten zur Freude ihres Vorgesetzten Paul Kleinert in den Mordfällen und hilft dabei entscheidend, den wahren Täter zu finden. Dabei droht Klara immer wieder die Kündigung. Die Kripo Quedlinburg ist als letzte Regionalstelle von der Schließung bedroht, und die Aufgaben sollen der Kripo in Magdeburg übertragen werden.
Das Handlungsmuster clevere Sekretärin vom Kommissariat löst den Fall setzt das Konzept der Serie Adelheid und ihre Mörder fort. Klara Degen gerät dabei häufig am Ende des Falls in Lebensgefahr, aus der sie stets das rechtzeitige Eintreffen ihres Chefs rettet.

## Figuren
Klara Degen
(gespielt von Wolke Hegenbarth) wohnt anfangs bei ihrer Schwester und verliert ihren Job, da ihr sie sexuell belästigender Arbeitgeber ermordet wurde. Sie ist geschieden, was aber nur in der Pilotfolge und in Folge 1/12 (Der allerletzte Zeuge) erwähnt wird. Sie hat am 17. Dezember 1982 Geburtstag und hat im letzten Jahr drei Jobs verloren. Als die Polizei sie als Mordverdächtige verhört, zeigt sie ihre Fähigkeiten im Umgang mit dem Computer. Nachdem sie auf eigene Faust recherchiert hatte und sich entlasten konnte, wird sie als Schwangerschaftsvertretung für die Sekretärin des Kommissariats, Frau Beil, in Quedlinburg eingestellt. Da Klara auch weiterhin immer wieder neben ihrem Chef Paul Kleinert ermittelt, steht sie oftmals vor der Kündigung, die dann aber immer wieder zurückgenommen wird. Herr Kleinert muss alle Fälle unter Zeitdruck erledigen und verdächtigt meistens die falschen Personen. Klara zeigt eher gesunden Menschenverstand und kennt lokale Befindlichkeiten und Zusammenhänge. Zwischen beiden entwickelt sich sowohl dienstlich als auch privat eine Art Hass-Liebe. Sie schätzen und mögen sich, ohne es sich eingestehen zu wollen. Als Klara bei ihrer Schwester auszieht und sich eine eigene Wohnung nimmt, befindet diese sich nicht nur im selben Haus wie die ihres Chefs, sondern sogar direkt daneben. Zu den anderen Kollegen und auch zur Leiterin des Kommissariats hat sie ein sehr gutes Verhältnis.
Klara Degen kann reiten und auch eine Kutsche führen.
Klara ist eine sehr feminine und selbstbewusste junge Frau, die sich meist sportlich und sehr modisch kleidet. Sie trägt fast immer kurze Röcke, Minikleider oder kurze Hosen mit Strumpfhosen. Ihr gewöhnliches Fortbewegungsmittel ist ihr Fahrrad, was den Kommissaren häufig ihren Aufenthalt verrät, wenn sie wieder mal vor ihrem Chef den Täter ermittelt hat. In der ersten Staffel benutzt sie häufig den alten Audi 80 B4 ihres Schwagers, der nachts bei einer Sicherheitsfirma arbeitet.
Bei ihren Ermittlungen gerät sie regelmäßig in Gefahr, weil der jeweilige Täter Klara als Zeugin beseitigen will. Hauptkommissar Kleinert muss sie am Ende der Folgen sehr oft befreien, entfesseln oder vor dem Täter retten.
Paul Kleinert
(gespielt von Felix Eitner) ist der Hauptkommissar in Quedlinburg. Den Posten hat er nur vertretungsweise für Herrn Schrader inne, der zur Kur an der Ostsee weilt und immer neue Gründe erfindet, um nicht wieder zurückkehren zu müssen (in Staffel 1 ist das in jeder Folge Thema, verschwindet dann aber). Kleinert ist ein gewissenhafter Polizist, der sein Handwerk versteht. Er ist jedoch häufig voreilig bei seinen Entschlüssen und präsentiert dann einen Mordverdächtigen, dem er im Verhör seine Version der Tat aufzudrängen versucht, welche von Klara dann aber regelmäßig hinterfragt und letztlich berichtigt wird. Aufgrund des Drucks von seiner Chefin Frau Dr. Müller-Dietz bekommt er oftmals nur 24 Stunden oder andere unrealistische Zeitvorgaben zur Lösung eines Falles.
Paul Kleinerts Mutter, Hermine Kleinert, wohnt in Magdeburg und betreibt dort eine kleine Kneipe. Sie ist nicht begeistert davon, dass ihr Sohn immer noch Junggeselle ist und hält ihn und seine Kollegen auch mal von der Ermittlungsarbeit ab, indem sie ihn zu Renovierungsarbeiten in die Kneipe bestellt.
Paul Kleinert kommt Klara persönlich näher, aber er lässt keine Beziehung zu, die über eine tiefe Freundschaft hinausreicht. Nach dem überraschenden Tod seiner Mutter entschließt sich Kleinert, eine von ihr noch gebuchte und bezahlte Weltkreuzfahrt anzutreten. Dies tut er aber nicht freiwillig: Frau Degen hat diese Umbuchung auf seine Person veranlasst und auch seinen 180-tägigen Sonderurlaub für die Reise eingereicht, der auch genehmigt wird. Kleinert ist davon zu Beginn nicht begeistert, da er übergangen wurde. Letztlich dankt er Frau Degen für diese Umbuchung, auch hat er keine Alternative, da seine verstorbene Mutter keine Reiserücktrittsversicherung abgeschlossen hatte und er 25.000 Euro verlieren würde, wenn er die Reise nicht antreten würde. In einer Postkarte teilt er später den Kollegen mit, dass ihm die Reise zunehmend gefällt und später, dass er wahrscheinlich nicht in den Harz zurückkehren wird. Letztlich macht er eine Strandbar auf Trinidad auf. Er hat dort die Liebe seines Lebens getroffen.
Stefan Lauer
(gespielt von Marc Oliver Schulze) kommt als Kleinerts Vertreter nach Quedlinburg und zieht auch in dessen Wohnung. Er ist militärisch exakt, dienstbeflissen, lacht nie und ist überkorrekt. Bei ihm geht alles streng nach Vorschrift, und er trinkt auch bei dienstlichen Feiern keinen Alkohol. Zu Beginn ist er wenig beliebt. Ihm missfällt Klaras Aufklärungsarbeit, und er verbietet sie immer wieder. Klaras Versionen des Tathergangs will er nie hören, und er zeigt dabei eine gewisse Arroganz. Als seine Vertretungszeit endet, liest Klara Degen bei seiner Verabschiedung den Kollegen die überraschende Mitteilung Kleinerts vor, nicht mehr zurückkommen zu wollen. Es bleibt offen, ob Stefan Lauer dadurch länger im Harz bleiben wird.
Frau Dr. Müller-Dietz
(gespielt von Alexa Maria Surholt) ist die Leiterin des Kommissariats. Frau Müller-Dietz bemängelt immer wieder völlig zu Unrecht die Arbeitsmoral und die Sorgfalt ihrer Mitarbeiter. Ihr ist es wichtiger, einen Fall schnell zu lösen, um es sich nicht mit lokalen Politikern oder Vereinen zu verderben. Sie setzt dem Team um Kleinert deshalb immer wieder unrealistisch kurze Zeitspannen zur Lösung der Fälle, was dieses nur dank Klara dann auch immer wieder schafft.
Von ihrer höheren Berufung überzeugt, erwägt sie den Einstieg in die Kommunalpolitik, lässt ihre Wahlkampfaktivitäten zur Landrätin jedoch nach einiger Zeit wegen kompromittierenden Fotos wieder fallen.
Jonas Wolter
(gespielt von Jan Niklas Berg) ist ein junger Kollege, der später zum LKA wechseln möchte. In Quedlinburg ist er Kriminalmeister. Jonas Wolter ist ein guter Polizist und überrascht immer wieder mit seinem Mut. Allerdings schießt er teilweise übers Ziel hinaus, indem er bei einfachen Delikten immer wieder mit der Mafia rechnet oder sofort das LKA einschalten möchte. Er lässt sich immer wieder von Krimiserien aus den USA (CSI, NCIS und ähnlichen) zu Schlussfolgerungen verleiten bzw. versucht, deren Ermittlungsansätze auf den Harz zu übertragen.
Nebenthema der Serie ist seine Suche nach einer Partnerin. Allerdings lässt er bei Treffen mit Frauen kein Fettnäpfchen aus und bleibt letztlich immer wieder Single.
Tom Olli Ollenhauer
(gespielt von Christoph Hagen Dittmann) ist Mitarbeiter von Hauptkommissar Kleinert. Als Sohn des Inhabers der bekannten Fleischerei Ollenhauer ist er für die Vorliebe nach Essen (und hier insbesondere für seine Vorliebe für Mettbrötchen – ein lustiger Fehler der Drehbuchautoren, denn weder in Nordthüringen noch in Sachsen-Anhalt würde jemand ein Hackepeterbrötchen mit Zwiebeln und Gurke je so bezeichnen) bekannt, für die er schon mal seinen Job etwas schleifen lässt. Tom Ollenhauer ist meistens für die Arbeit am Schreibtisch zuständig, wo er Computer der Mordopfer auswertet oder Personen mit dem Computer überprüft. Gelegentlich deckt er Klara Degen, wenn diese wieder auf eigene Faust ermittelt und ihm zur Belohnung oft Mettbrötchen mitbringt.
Er schläft auch schon mal im Dienst und hilft lieber in der Fleischerei seines Vaters mit aus, als dass er dienstliche Überstunden macht. Er hat eine Freundin, die in der Serie aber nur hin und wieder gezeigt wird, ohne Einfluss auf die Handlung zu haben.
Familie Wegener
Sylvia und Jörg (gespielt von Winnie Böwe und Stephan Grossmann) sind Schwester und Schwager von Klara und haben ihr Unterkunft in ihrem Haus gegeben, bis sie sich eine eigene Wohnung genommen hat. Während Sylvia während ihrer Schwangerschaft zu Hause als Frisörin illegal arbeitet, ist Jörg als Wachmann in der Nachtschicht unterwegs und muss Klara öfter tagsüber seinen Wagen leihen. Er ist leidenschaftlicher Kaninchenzüchter, was mitunter auch für Klaras Ermittlungen nützlich ist. Beide haben noch eine Tochter Lena (gespielt von Antonia Görner), zu der sich im Verlauf der Serie ein kleines Brüderchen namens Lars einfindet.
Klara und Lena haben ein sehr inniges Verhältnis. Lena erzählt Klara alles, auch Dinge, die sie ihren Eltern gegenüber lieber verschweigt.
Sylvia tut alles Mögliche, um ihre Schwester Klara mit allen möglichen Männern zu verkuppeln, was Klara regelmäßig einfach nur nervt. In der dritten und abschließenden Staffel spielen ihre Familienangehörigen keine Rolle mehr.
Dr. Münster
(gespielt von Jörg Gudzuhn) ist der zuständige Rechtsmediziner der Kriminalpolizei Quedlinburg. Er ist gut in seinem Beruf, allerdings geht er lieber zum Angeln, als sich den Leichen zu widmen. Er hasst Überstunden und geht häufig nicht an sein Telefon, wenn er schon Feierabend hat. Dr. Münster ist grundsätzlich schlecht gelaunt und will einfach nur seine Ruhe. Er beschwert sich regelmäßig über die schlechten Verhältnisse in seinem Labor. Gelegentlich verweist er auf seine Kollegen aus Magdeburg, wenn er selbst keine Lust hat. Neben dem Angeln gehört auch klassische Musik zu seinen Leidenschaften. Der Rollenname ist als Anspielung auf den populären Münster-Tatort zu verstehen, in dem der Rechtsmediziner Prof. Boerne eine Hauptrolle spielt.
Lutz Christoph
(gespielt von Sebastian Achilles) ist in Staffel 3 Tischlermeister mit eigenem „Ein-Mann-Betrieb“ in Quedlinburg und Single. Als er das Schiebefenster zwischen den Büros von Hauptkommissar Kleinert und Klara repariert, begegnet er Klara zum ersten Mal und wird zu ihrem „Love Interest“. Er ist ausgeglichen, souverän, liebt seinen Beruf und fängt Klaras Beziehungsängste spielerisch-humorvoll auf. In der „Asynchronität in der Bindungsgeschwindigkeit“ liegt bei beiden aber ihr Hauptproblem. Nach anfänglichen Problemen kommt er Klara näher, und beide beschließen, sich eine gemeinsame Wohnung zu suchen. Als diese gefunden ist, macht Klara aber einen Rückzieher, und sie trennen sich.

## Produktion

### Überblick
Drehzeit für Staffel 1 war vom 26. Juli bis 22. Dezember 2011. Die zweite Staffel wurde von 5. November bis Dezember 2012 und von Juni bis Dezember 2013 in Quedlinburg und Umgebung gedreht. Sie wurde vom 10. Oktober 2013 bis zum 6. Februar 2014 jeden Donnerstag ausgestrahlt. Die Produktion einer dritten Staffel wurde am 7. Mai 2014 von der neuen deutschen Filmgesellschaft (ndF) bekannt gegeben. Die Dreharbeiten begannen am 27. Mai 2015, sollten bis August 2015 dauern und acht neue Folgen umfassen. 

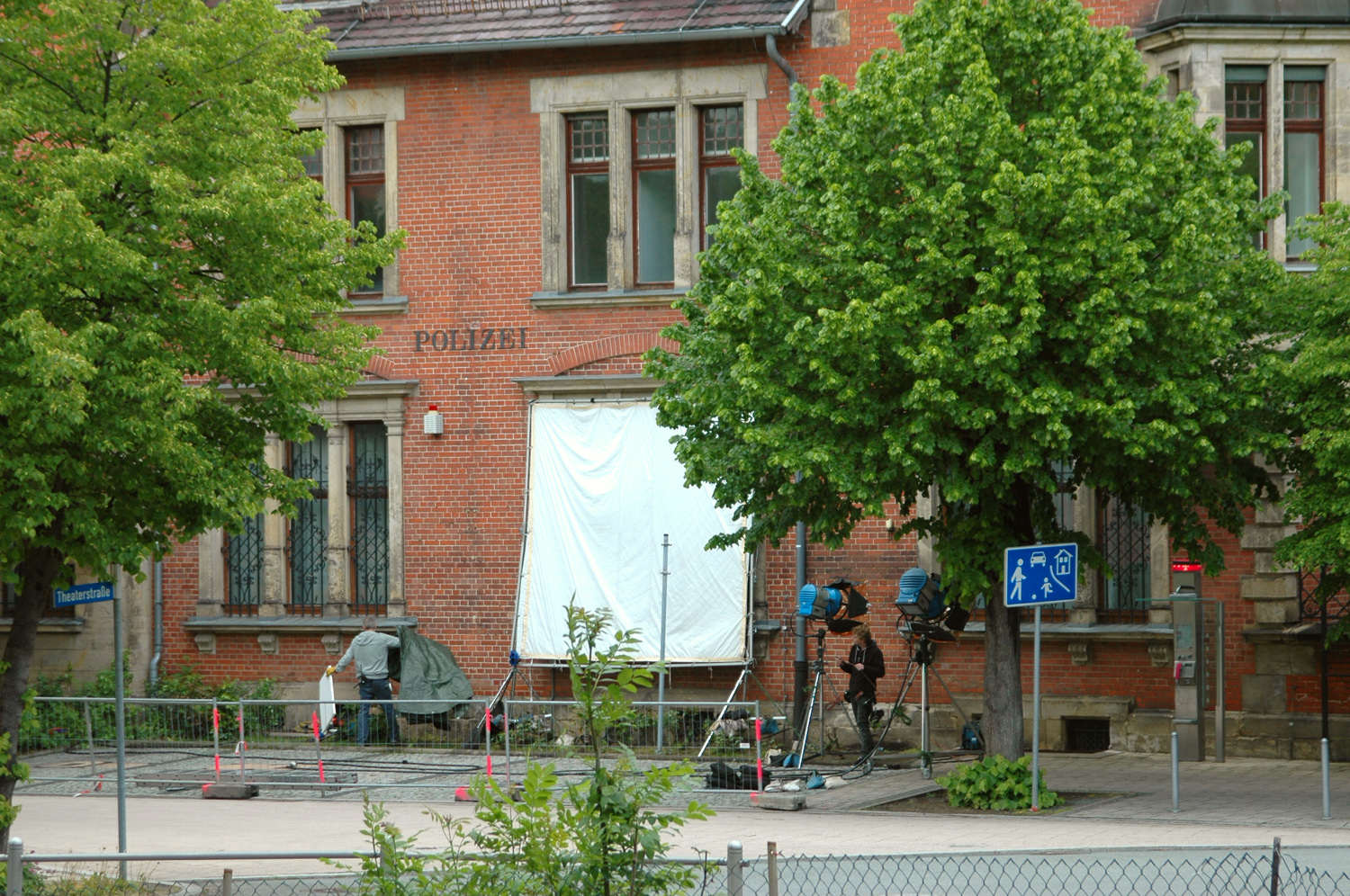
Filmkulisse des Polizeireviers kurz nach den Dreharbeiten

 Zwischen Ende September 2016 und Dezember 2016 wurde eine neue Staffel mit acht Folgen gedreht.
Inzwischen hat Das Erste die Einstellung der Serie bekannt gegeben, da die Hauptdarstellerin Wolke Hegenbarth sich anderen Projekten zugewendet hat.

### Drehorte

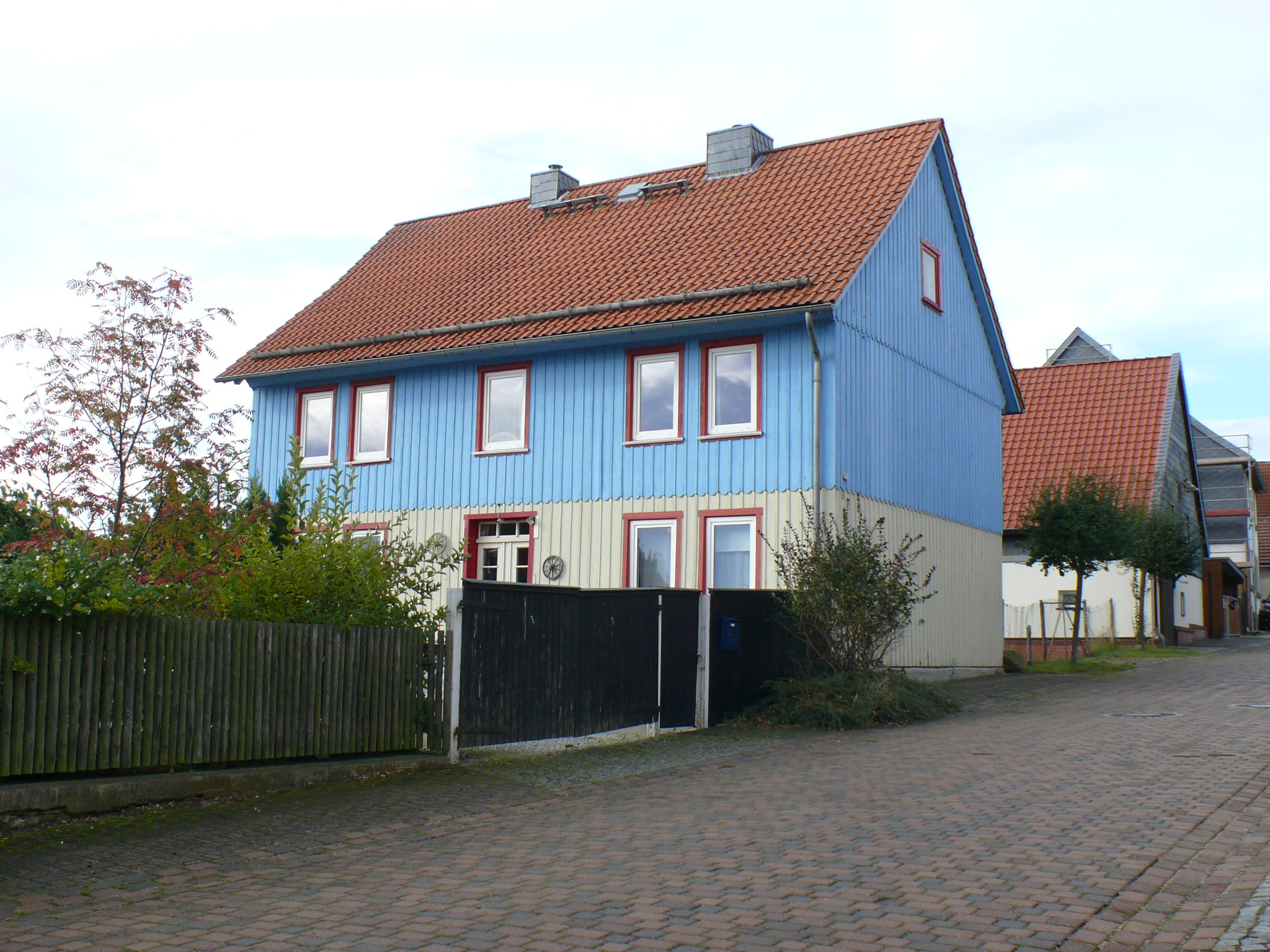
Wohnhaus von Klaras Schwester

Neben Quedlinburg wurden Teile auch in weiteren Orten der Umgebung gedreht, so dient die Alte Post in Blankenburg als Polizeidirektion. Daneben sind mehrere Einstellungen in Wernigerode, Ballenstedt, Langenstein, Gernrode und weiteren sehenswerten Orten im Harz gedreht worden. Das Wohnhaus von Klaras Schwester, das häufig in den ersten beiden Staffeln zu sehen ist, befindet sich in der Langen Straße in Hüttenrode und bietet unter der Bezeichnung Haus Asgard Ferienwohnungen an.

## Episodenliste

### Staffel 1
| Nr. (ges.) | Nr. (St.) | Originaltitel                   | Erstausstrahlung Deutschland | Drehorte                                                                |
| ---------- | --------- | ------------------------------- | ---------------------------- | ----------------------------------------------------------------------- |
| 1          | 1         | Mord nach Feierabend            | 5. Apr. 2012                 | Harzer Uhrenfabrik Gernrode Große Kuckucksuhr                           |
| 2          | 2         | Leiche im Moor                  | 12. Apr. 2012                | Nationalpark-Besucherzentrum TorfHaus                                   |
| 3          | 3         | Tod einer Hexe                  | 19. Apr. 2012                | Hexentanzplatz Thale                                                    |
| 4          | 4         | Geburtstagsfest für eine Leiche | 26. Apr. 2012                | –                                                                       |
| 5          | 5         | Hitverdächtig                   | 3. Mai 2012                  | Barockgarten, Kleines Schloss Blankenburg (Harz)                        |
| 6          | 6         | Der Tod steht ihr besser        | 10. Mai 2012                 | –                                                                       |
| 7          | 7         | Wanderung in den Tod            | 7. Juni 2012                 | Regensteinmühle bei Blankenburg                                         |
| 8          | 8         | Der Würstchenmörder             | 21. Juni 2012                | Halberstädter Schlachthof und Landwurst GmbH als Fleischerei Brenninger |
| 9          | 9         | Mord nach Stundenplan           | 5. Juli 2012                 | Hotel am Brühl in Quedlinburg                                           |
| 10         | 10        | Spiel mir das Lied vom Tod      | 12. Juli 2012                | Pullmann City Harz in Hasselfelde                                       |
| 11         | 11        | Mordwaffe Trabi                 | 19. Juli 2012                | Teufelsmauer bei Weddersleben                                           |
| 12         | 12        | Der allerletzte Zeuge           | 26. Juli 2012                | Schlossvilla Derenburg                                                  |
| 13         | 13        | Gestreifter Japaner             | 9. Aug. 2012                 | –                                                                       |
| 14         | 14        | Die falsche Braut               | 16. Aug. 2012                | St.-Sylvestri-Kirche (Wernigerode), Qlb-Brühlstraße, Qlb-Pölkenstraße   |
| 15         | 15        | Tod in Lilliput                 | 23. Aug. 2012                | Miniaturenpark Kleiner Harz, An den wüsten Teichen Hasserode            |
| 16         | 16        | BioTot                          | 30. Aug. 2012                | Ditfurter Kiessee                                                       |

### Staffel 2
| Nr. (ges.) | Nr. (St.) | Originaltitel            | Erstausstrahlung Deutschland | Drehorte                                                              |
| ---------- | --------- | ------------------------ | ---------------------------- | --------------------------------------------------------------------- |
| 17         | 1         | Im Namen des Vaters      | 10. Okt. 2013                | Friedhof von St. Wiperti                                              |
| 18         | 2         | Schachmatt               | 17. Okt. 2013                | Schachdorf Ströbeck                                                   |
| 19         | 3         | Zur Strecke gebracht     | 24. Okt. 2013                | Harzer Schmalspurbahn, Wernigerode                                    |
| 20         | 4         | Laubenpieper             | 31. Okt. 2013                | –                                                                     |
| 21         | 5         | Pizza mortale            | 7. Nov. 2013                 | Blankenburg, Pizzatreff Herzogstraße                                  |
| 22         | 6         | Bäumlers Klippe          | 14. Nov. 2013                | Bäumlersklippe bei Ilsenburg                                          |
| 23         | 7         | Harzer Blut              | 21. Nov. 2013                | Nordsaat Saatzucht: Böhnshausen                                       |
| 24         | 8         | Der perfekte Mord        | 28. Nov. 2013                | Adler und Ratsapotheke in Quedlinburg                                 |
| 25         | 9         | Das Opfer vom Regenstein | 5. Dez. 2013                 | Burg Regenstein bei Blankenburg                                       |
| 26         | 10        | Der Brockengeist         | 12. Dez. 2013                | Ziegenkopf (Harz) bei Blankenburg                                     |
| 27         | 11        | Der allerletzte Gast     | 19. Dez. 2013                | Malerbetrieb in der Friedrichsstraße, Wernigerode                     |
| 28         | 12        | Picknick mit Leiche      | 2. Jan. 2014                 | Höhlenwohnungen Langenstein in Langenstein (Halberstadt)              |
| 29         | 13        | Geteert und gefedert     | 9. Jan. 2014                 | Barockgarten mit Kleinem Schloss in Blankenburg Sparkasse Blankenburg |
| 30         | 14        | Wikinger und Indianer    | 23. Jan. 2014                | –                                                                     |
| 31         | 15        | Letzte Ruhe Lotussitz    | 30. Jan. 2014                | Wipertihof Quedlinburg                                                |
| 32         | 16        | Der letzte Stempel       | 6. Feb. 2014                 | Hexentanzplatz Thale und Hundeplatz Blankenburg                       |

### Staffel 3
| Nr. (ges.) | Nr. (St.) | Originaltitel             | Erstausstrahlung Deutschland | Drehorte |
| ---------- | --------- | ------------------------- | ---------------------------- | --- |
| 33         | 1         | Rundflug in den Tod       | 29. März 2016                | Flugplatz Ballenstedt und die Gegensteine bei Asmusstedt                                                                 |
| 34         | 2         | Herz aus Glas             | 5. Apr. 2016                 | Ehemalige Kramermühle in Quedlinburg                                                                                     |
| 35         | 3         | Gold und Silber           | 19. Apr. 2016                | Marktplatz Quedlinburg, Kloster Michaelstein                                                                             |
| 36         | 4         | Waidmanns Tod             | 26. Apr. 2016                | Marktplatz und Marktkirchhof Quedlinburg                                                                                 |
| 37         | 5         | Tod eines Köhlers         | 3. Mai 2016                  | Harzköhlerei Stemberghaus, Alter Rathausplatz Blankenburg                                                                |
| 38         | 6         | Der dritte Mann           | 10. Mai 2016                 | Bodetal bei Thale, Marktplatz Quedlinburg, Schlossvilla Derenburg                                                        |
| 39         | 7         | Adalmars Fluch            | 17. Mai 2016                 | Hohenstein-Klippe, Kloster Michaelstein                                                                                  |
| 40         | 8         | König der Gartenzwerge    | 31. Mai 2016                 | Tierfriedhof „Am Kuckucksberg“ Westerhausen, Marktkirchhof Quedlinburg                                                   |
| 41         | 9         | Die Harz-Komantschen      | 28. März 2017                | Indianermuseum Derenburg, Teufelsmauer (Hamburger Wappen), Kloster Michaelstein, Bergstraße (Herbergsmuseum) Blankenburg |
| 42         | 10        | Trauerschnäpper           | 4. Apr. 2017                 | Museum Heineanum Halberstadt, Kloster Hedersleben                                                                        |
| 43         | 11        | Tod unter dem Kreuz       | 11. Apr. 2017                | Marktplatz am Rathaus Blankenburg, Kirche Hedersleben, An der Malzmühle und Sägemühlengasse (Wernigerode)                |
| 44         | 12        | Dunkle Bräute             | 18. Apr. 2017                | Ehemaliges Hotel „Hagenmühle“, Hasselfelde                                                                               |
| 45         | 13        | Multiresistent            | 25. Apr. 2017                | Kieswerk und Asphaltmischwerk rund um Wegeleben                                                                          |
| 46         | 14        | Mord im Spukschloss       | 2. Mai 2017                  | Großes Schloss Blankenburg                                                                                               |
| 47         | 15        | Mehr Sterne als am Himmel | 9. Mai 2017                  | Kloster Michaelstein |
| 48         | 16        | UFOs über dem Harz        | 16. Mai 2017                 | Rohdenbergstr. (Blankenburg)                                                                                             |

## Rezensionen
Einen Tag vor der Erstausstrahlung urteilte Focus Online bereits:

„Die Geschichten riechen weniger nach klassischem Krimi als nach spielerischer Boulevard-Komödiantik, mit Quedlinburg am Harz als malerischem Hintergrund.“

Ebenfalls am Vortag der ersten Folge der zweiten Staffel kritisiert Kevin Kyburz diese eine Folge aufgrund ihrer fehlenden inhaltlichen Tiefe und der fehlenden Merkmale eines Krimis, ohne dabei jedoch den gezielten komödiantischen Anteil zu berücksichtigen. Dem entgegen lobt er jedoch die Auswahl des Drehortes und meint: „davon, dass die Figuren als wandelnde Stereotype konzipiert sind, könnte die Serie zwar profitieren“, um schlussendlich zu resümieren:

„Technisch ist die Serie gutes Handwerk, wie häufig bei inhaltlich mageren Produktionen von Seiten öffentlich-rechtlicher Sender ist die Szenerie zu loben und für die Zielgruppe des Ersten mit Sicherheit der wichtigste Grund, «Alles Klara» einzuschalten.“

## Quoten
In der Erstausstrahlung der ersten Staffel erzielte man bei den Folgen 9 bis 12 Marktanteile von 5,7 bis 7,3 %. Dabei erreichte die Folge 12 die geringsten Zuschauerzahlen mit 0,97 Millionen Zuschauern. Für das Ausstrahlungsjahr 2017, in der die dritte Staffel erstmals lief, wurden durchschnittlich 1,87 Millionen Zuschauer bei rund 8,2 % Marktanteil erreicht.

## Weitere Informationen
Die drei Staffeln erschienen auf DVD. Die erste Staffel erschien 2012, sowohl geteilt als auch als gesamte Staffel als Sammeledition. Dabei fehlte bei beiden Varianten die Folge „Tod in Lilliput“, um die Altersfreigabe FSK ab 6 zu erreichen. Die zweite Staffel erschien im Jahr 2014 und enthält die besagte Folge auf einer Bonus-DVD. 2016 erschienen die Folgen 33 bis 40 (Staffel 3) ebenfalls auf DVD. Die Altersfreigabe beträgt jeweils FSK ab 12 Jahren. Im August 2018 erschienen die Folgen 41 bis 48 (Staffel 3 Teil 2) auf DVD. Die Altersfreigabe beträgt dabei FSK ab 6 Jahren.